# Glafira Martinovich
Glafira Martinovich est une gymnaste rythmique biélorusse née le 4 février 1989 à Minsk (RSS de Biélorussie).

## Biographie
Glafira Martinovich remporte la médaille de bronze lors du concours par équipes des Jeux olympiques d'été de 2008 à Pékin avec Anastasia Ivankova, Alina Tumilovich, Ksenia Sankovich, Zinaida Lunina et Olesya Babushkina.